# Viola turkestanica
Viola turkestanica är en violväxtart som beskrevs av Eduard August von Regel och Schmalh.. Viola turkestanica ingår i släktet violer, och familjen violväxter. Inga underarter finns listade i Catalogue of Life.